# 百尺乡
百尺乡，是中华人民共和国河南省驻马店市上蔡县下辖的一个乡镇级行政单位。

## 行政区划
百尺乡下辖以下地区：
百尺集村、朱洼村、葛湾村、河涯刘村、百尺寺村、苏口村、纸张村、堤草王村、下地关村、下地韩村、贾湾村、竹园张村、窦庄村、杨阁村、大何庄村、鸳店村、张王楼村、单庄村和前王村。